# 1325 Inanda
1325 Inanda è un asteroide della fascia principale del diametro medio di circa 10,87 km. Scoperto nel 1934, presenta un'orbita caratterizzata da un semiasse maggiore pari a 2,5419238 UA e da un'eccentricità di 0,2548052, inclinata di 7,42264° rispetto all'eclittica.
Prende il nome dalla città Inanda in Sudafrica.